# Erich-Schulze-Brunnen
Der Erich-Schulze-Brunnen – aufgrund seiner Lage vor dem GEMA-Gebäude und seiner Beziehung zur GEMA auch als GEMA-Brunnen bekannt – ist eine Brunnenanlage im Münchner Stadtteil Haidhausen.

## Lage und Anlage

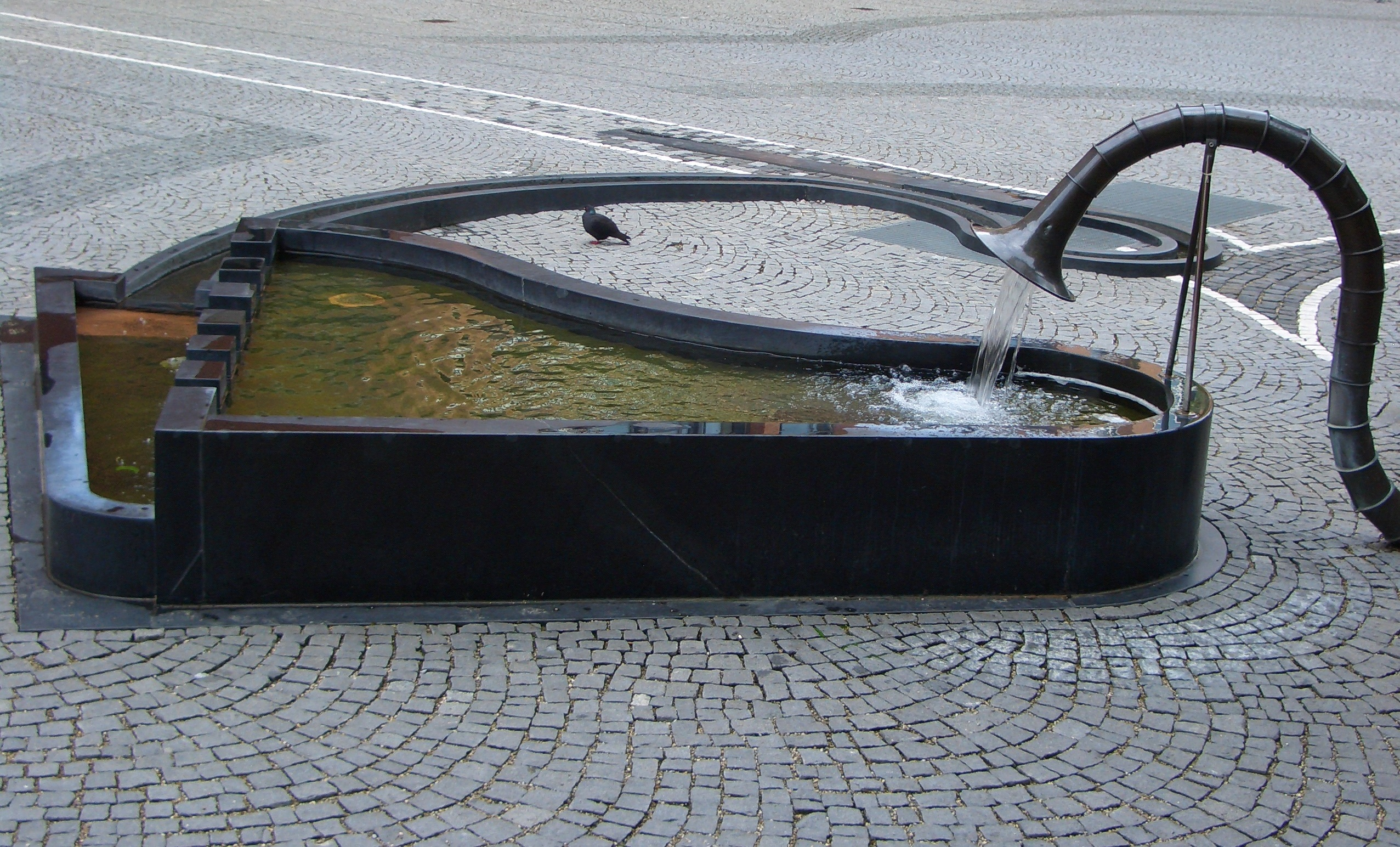
Auslaufbecken

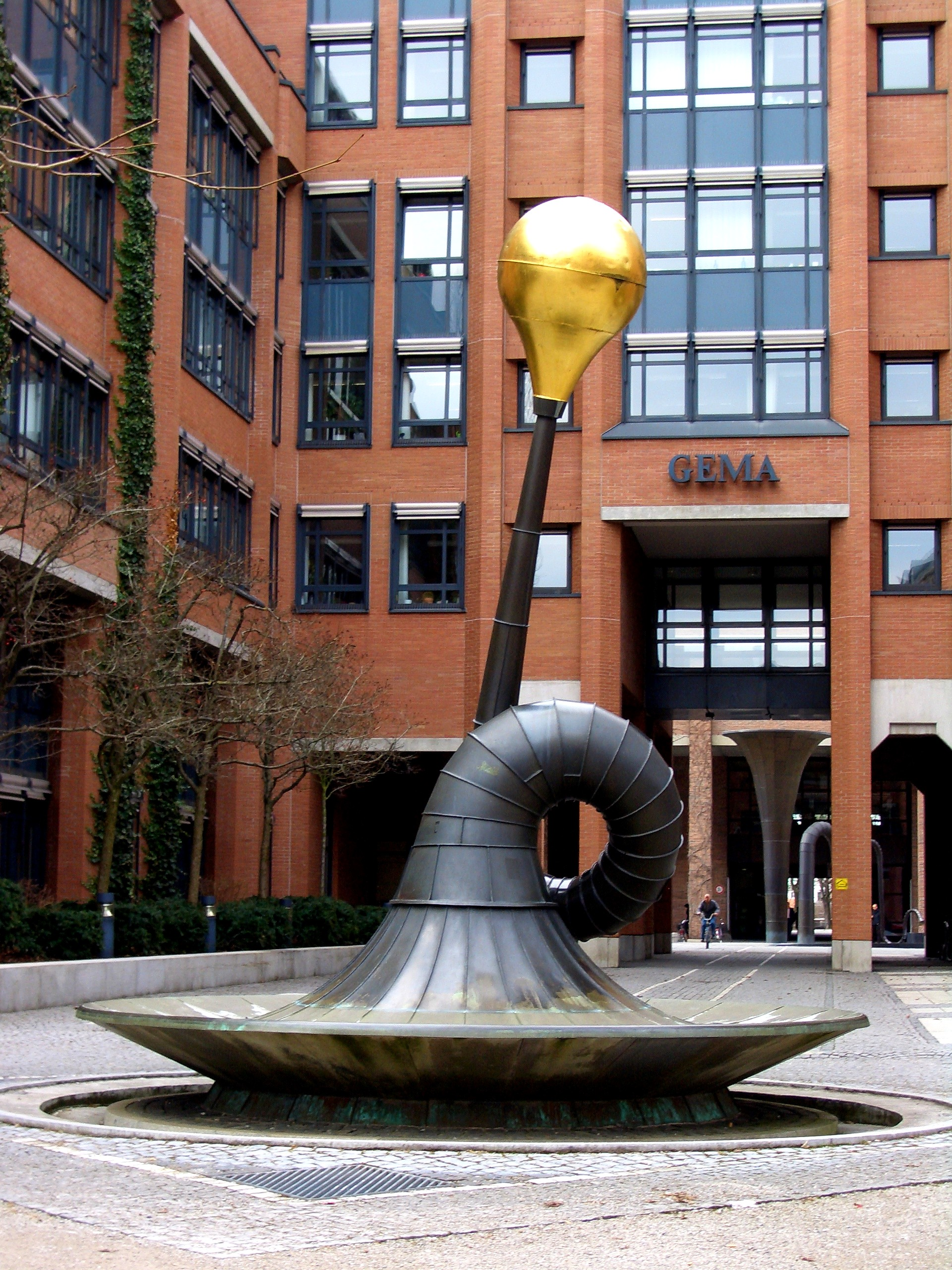
Brunnen im Hof des GEMA-Gebäudes. Hinter dem Durchbruch: Übrige Anlage

Der Brunnen steht zwischen dem Gasteig und dem Verwaltungsgebäude der GEMA an der Rosenheimer Straße. Er ist ein Werk des Münchner Künstlers Albert Hien.
Aus dem Schalltrichter einer 7,5 Meter hohen Tuba aus Messing sprudelt etwa einen halben Meter hoch das Wasser in die Luft. Anschließend läuft es durch die mehrfachen Windungen der Tuba, die dreimal unter dem Boden verlaufen, bevor es sich aus dem Mundstück ergießt. Aufgefangen wird das Wasser von einem steinernen Bassin, das die Form eines Konzertflügels ohne Deckel hat. 
Etwa 70 Meter weiter östlich – jenseits eines Durchbruches im GEMA-Gebäude – steht ein weiterer Brunnen in Form einer überdimensionalen Hupe aus Bronze mit vergoldetem Handbalg; er ist Teil der Anlage und sollte ursprünglich mit Tuba und Konzertflügel durch einen schmalen Wasserlauf verbunden werden, der aus technischen Gründen nicht realisiert wurde.

## Geschichte
Der Namensgeber des Brunnens, Erich Schulze, wurde nach dem Zweiten Weltkrieg mit dem Aufbau der GEMA beauftragt und war von ihrer Gründung 1947 bis Ende 1989 ihr Vorstand und Generaldirektor.
Die GEMA ernannte Erich Schulze im Januar 1990 zu ihrem Ehrenpräsidenten und widmete ihm den im Juni desselben Jahres eingeweihten Brunnen vor ihrem neu erbauten Verwaltungsgebäude. In urheberrechtlichen Fachkreisen und bei Musikern ist Schulze als Mr. GEMA bekannt.